# Liste der Monuments historiques in Courteranges
Die Liste der Monuments historiques in Courteranges führt die Monuments historiques in der französischen Gemeinde Courteranges auf.

## Liste der Objekte
| Bezeichnung                                      | Beschreibung                       | Standort                                   | Kennzeichnung | Schutzstatus | Datum | Bild |
| ------------------------------------------------ | ---------------------------------- | ------------------------------------------ | ------------- | ------------ | ----- | ---- |
| Kommuniontisch                                   | Schmiedeeisen, 18. Jahrhundert     | in der Kirche Nativité-de-la-Vierge (Lage) | PM100044201   | Inscrit      | 1974  |      |
| Kruzifix                                         | Holz, vergoldet, 16. Jahrhundert   | in der Kirche Nativité-de-la-Vierge (Lage) | PM10004417    | Inscrit      | 1974  |      |
| Gedenktafel für Claude Contant und Nicolle Large | Kupfer, bezeichnet 1692 und 1693   | in der Kirche Nativité-de-la-Vierge (Lage) | PM10004419    | Inscrit      | 1974  |      |
| Skulptur Johannes der Täufer                     | Kalkstein, farbig gefasst, um 1600 | in der Kirche Nativité-de-la-Vierge (Lage) | PM10004416    | Inscrit      | 1974  |      |
| Relief Segnender Christus                        | Holz, 17. Jahrhundert              | in der Kirche Nativité-de-la-Vierge (Lage) | PM10004418    | Inscrit      | 1974  |      |